# Huỳnh Thanh Tạo
Huỳnh Thanh Tạo (sinh ngày 15 tháng 5 năm 1961) là một chính trị gia người Việt Nam. Ông nguyên là Phó Bí thư Thường trực Tỉnh ủy, Chủ tịch Hội đồng nhân dân tỉnh, Trưởng đoàn Đại biểu Quốc hội khóa XIV tỉnh Hậu Giang. Đại biểu Quốc hội Việt Nam khóa XIV nhiệm kì 2016-2021, thuộc đoàn đại biểu quốc hội tỉnh Hậu Giang, Ủy viên Ủy ban Tài chính, Ngân sách của Quốc hội.

## Xuất thân
Huỳnh Thanh Tạo sinh ngày 15 tháng 5 năm 1961 quê quán ở xã Tân Bình, huyện Phụng Hiệp, tỉnh Hậu Giang.
Ông hiện cư trú ở số 36, đường Quãn Trọng Hoàng, khu vực 4, phường Hưng Lợi, quận Ninh Kiều, thành
phố Cần Thơ.

## Giáo dục
- Giáo dục phổ thông: 12/12
- Đại học chuyên ngành Quản trị Kinh doanh
- Cử nhân lí luận chính trị

## Sự nghiệp
Ông gia nhập Đảng Cộng sản Việt Nam vào ngày 9/01/1985.
Ông từng là đại biểu hội đồng nhân dân tỉnh Hậu Giang nhiệm kỳ 2011-2016.
Khi ứng cử đại biểu Quốc hội Việt Nam khóa XIV vào tháng 5 năm 2016 ông đang là Phó Bí thư Thường trực Tỉnh ủy, Chủ tịch Hội đồng nhân dân tỉnh Hậu Giang, làm việc ở Tỉnh ủy Hậu Giang.
Ông đã trúng cử đại biểu quốc hội năm 2016 ở đơn vị bầu cử số 2, tỉnh Hậu Giang gồm có thị xã Ngã Bảy, thị xã Long Mỹ và các huyện: Phụng Hiệp, Long Mỹ, được 201.825 phiếu, đạt tỷ lệ 68,10% số phiếu hợp lệ.
Ngày 16 tháng 6 năm 2016, tại kì họp lần thứ nhất của Hội đồng nhân dân tỉnh Hậu Giang khóa 9 nhiệm kì 2016-2021, Huỳnh Thanh Tạo đã tái đắc cử chức vụ Chủ tịch Hội đồng nhân dân tỉnh Hậu Giang (49/50 đại biểu chính thức tán thành, một đại biểu vắng mặt là Trịnh Xuân Thanh, Phó Chủ tịch Ủy ban nhân dân tỉnh Hậu Giang).
Ông hiện là Phó Bí thư Thường trực Tỉnh ủy, Chủ tịch Hội đồng nhân dân tỉnh Hậu Giang, Trưởng Đoàn đại biểu Quốc hội tỉnh Hậu Giang, Ủy viên Ủy ban Tài chính, Ngân sách của Quốc hội.
Ông đang làm việc ở Tỉnh ủy Hậu Giang.